# Хольний Георгій Олександрович
Хольний Георгій Олександрович — російський кінооператор.
Народився 1921 року в Москві у робітничій родині. Учасник Великої Вітчизняної війни. Закінчив операторський факультет Всесоюзного державного інституту кінематографії (1952). Був асистентом оператора на «Мосфільмі» (1949—1951) в кінокартинах «Змова приречених», «Радянська Чувашія» тощо, на «Леннаучфильмі» (1952—1953), на «Моснаучфильмі» (1953—1956), де зняв фільми:
- «Криштали»,
- «Операція на серці»,
- «Новий телескоп» та ін.

Зняв на Одеській кіностудії художню стрічку «Капітан „Старої черепахи“» (1956).